# Замок (фильм, 1994)
«За́мок» — художественный фильм Алексея Балабанова, снятый в 1994 году. Экранизация одноимённого романа Франца Кафки.

## Сюжет
Господин Землемер приглашён в Замок для ведения соответствующих работ. Прибыв в Деревню, герой с удивлением обнаруживает, что здесь его никто не ждёт. В попытках доказать свои права он наталкивается на стену непонимания. Желание проникнуть в загадочный Замок овладевает им всё сильнее.
Экранизация интересна трактовкой Балабановым финала произведения Кафки: в кинокартине представлен свой вариант финала культового романа; как и фильм «Счастливые дни», кинолента снята в стилистике, определённой А. Германом-старшим.

## В ролях
- Николай Стоцкий — Землемер
- Светлана Письмиченко — Фрида
- Виктор Сухоруков — помощник Землемера Иеремия
- Анвар Либабов — помощник Землемера Артур
- Игорь Шибанов — Брунсвик
- Андрей Смирнов — Учитель
- Владислав Демченко — Варнава
- Ольга Антонова — Хозяйка трактира
- Виктор Смирнов — Эрлангер
- Алексей Герман-старший — Кламм
- Андрей Носков — Мом
- Елена Абросимова — Пеппи
- Болот Бейшеналиев — Деревенский староста
- Ричард Богуцкий — Хозяин гостиницы «Господский двор»
- Константин Демидов — Шварцер
- Валерий Криштапенко — Валлабене
- Владимир Кузнецов — Ханс
- Светлана Свирко — Ольга
- Светлана Серваль — Амалия
- Юлия Соболевская — Милена Брунсвик
- Ирина Соколова — Мицци
- Юрий Эллер — Герстекер
- Игорь Павлов
- Владимир Труханов
- Виктор Михайлов — Хозяин трактира

## Съёмочная группа
- Режиссёр — Алексей Балабанов
- Сценаристы — Алексей Балабанов, Сергей Сельянов
- Операторы — Сергей Юриздицкий, Андрей Жегалов
- Художник-постановщик — Владимир Карташов
- Композитор — Сергей Курёхин
- Художник по костюмам — Надежда Васильева
- Звукооператор - Кирилл Кузьмин

## Награды
- 1994 — КФ «Созвездие» — Приз за Лучшую мужскую роль второго плана — Анвар Либабов
- 1994 — КФ «Созвездие» — Приз за Лучшую мужскую роль второго плана — Виктор Сухоруков
- 1994 — Конкурс профессиональных премий киностудии «Ленфильм» и Ленинградского отделения Союза кинематографистов  — Премия имени А. Москвина за лучшую операторскую работу — Андрей Жегалов
- 1994 — Конкурс профессиональных премий к/с «Ленфильм» и Ленинградского отделения СК — Премия имени А. Москвина за лучшую операторскую работу — Сергей Юриздицкий
- 1994 — Конкурс профессиональных премий к/с «Ленфильм» и Ленинградского отделения СК — Премия имени И. Волка за лучшую работу звукорежиссёра — Кирилл Кузьмин
- 1994 — ОРКФ в Сочи — Приз жюри киноклубов — Алексей Балабанов
- 1994 — Премия «Ника» — за лучшую работу художника по костюмам — Надежда Васильева
- 1994 — Премия «Ника» — за лучшую работу художника — Владимир Карташов
- 1994 — Приз «Зелёное яблоко — золотой листок» за лучшую работу художника по костюмам — Надежда Васильева
- 1994 — Премия «Ника» — Номинация «Лучший композитор» (Сергей Курёхин)
- 1995 — КФ «Литература и кино» в Гатчине — Специальный приз жюри — Алексей Балабанов
- 1995 — Конкурс профессиональных премий киностудии «Ленфильм» и Ленинградского отделения СК — Премия имени Г. Козинцева — Алексей Балабанов
- 1995 — Международный кинофестиваль молодого кино «Кинофорум» — Приз «Золотой гвоздь» в номинации «Киноманифест» — Алексей Балабанов